# Міралі Махмадалієв
Міралі́ Махмадалі́єв (тадж. Миралӣ Маҳмадалиев; 24 березня 1914 року — 21 березня 2002 року) — радянський організатор сільського господарства, голова колгоспу імені Леніна Восейського району Хатлонської області Таджицької РСР і Таджикистану (1941—1999), герой Соціалістичної Праці (1951), депутат Верховної Ради СРСР 5-го, 6-го та 7-го скликань.
Нагороджений 7 орденами Леніна, орденом Жовтневої Революції, 2 орденами Трудового Червоного Прапора, державними нагородами Таджикистану, зокрема орденами Ісмаїла Самані та Дружби, численними медалями.
У селищі Восе відкритий музей Міралі Махмадалієва, на його честь 2011 року був названий один із джамоатів Восейського району.